# Ferdinand Römer
Ferdinand Römer (* 30. November 1919 in Neurath/Rheinland; † 1986) war ein deutscher Journalist.

## Leben
Römer war während des Zweiten Weltkriegs Soldat, zuletzt im Dienstgrad Oberleutnant. Nach der Gründung der katholischen, überregionalen Zeitung Deutsche Tagespost 1948 war er für sie als Redakteur tätig. 1951 wurde er stellvertretender Chefredakteur und 1955 Chefredakteur dieser Zeitung.

## Auszeichnungen
- Eisernes Kreuz I. Klasse
- Silbernes Verwundetenabzeichen
- Infanterie-Sturmabzeichen
- 1969: Komturkreuz des pàpstlichen Silvesterordens
- 1970: Bayerischer Verdienstorden
- 1984: Bundesverdienstkreuz I. Klasse